# Midna Ruda
Midna Ruda (ukr. Мідна Руда) – wieś na Ukrainie, w obwodzie donieckim, w rejonie bachmuckim. W 2001 liczyła 9 mieszkańców.